# Chaetomorpha
Genre
Chaetomorpha est un genre d’algues vertes de la famille des Cladophoraceae. 

## Étymologie
Le nom de genre chaetomorpha, composé du préfixe "chaet-", « poil ; crin », et du suffixe "-morph", « en forme de », signifie littéralement « en forme de poils raides ».

## Description morphologique
Ce sont des algues filamenteuses pas ou peu ramifiées, formant des touffes de filaments, chaque filament étant constitué d'une file unique de cellules cylindriques, longues, à nombreux noyaux et à chloroplaste réticulé. Ces cellules, qui sont souvent de grande dimension, sont parfois visibles à la loupe, voire à l'œil nu.

## Cycle de vie
Ces algues alternent de façon égale une phase haploïde et une phase diploïde, et une génération sporophyte et une génération gamétophyte qui sont isomorphes. Elles n'ont pas tendance à la prolifération.

## Liste d'espèces
Selon AlgaeBase (5 juin 2013) :
- Chaetomorpha adriani Feldmann
- Chaetomorpha aerea (Dillwyn) Kützing
- Chaetomorpha akineta M.A.Sahito, Z.A.Nizamani & S.M.Leghari
- Chaetomorpha antennina (Bory de Saint-Vincent) Kützing
- Chaetomorpha auricoma (Suhr) Blair
- Chaetomorpha bangioides E.Y.Dawson
- Chaetomorpha basiretrorsa Setchell
- Chaetomorpha billardierii Kützing
- Chaetomorpha brachygona Harvey
- Chaetomorpha breviarticulata (Zanardini) Frauenfeld (Sans vérification)
- Chaetomorpha breviarticulata Hauck
- Chaetomorpha californica F.S.Collins
- Chaetomorpha cannabina (Areschoug) Kjellman
- Chaetomorpha capillaris (Kützing) Børgesen
- Chaetomorpha cartilaginea M.A.Howe
- Chaetomorpha clavata Kützing
- Chaetomorpha coliformis (Montagne) Kützing
- Chaetomorpha crassa (C.Agardh) Kützing
- Chaetomorpha dubyana Kützing
- Chaetomorpha elongata V.J.Chapman
- Chaetomorpha exposita (Børgesen) E.Y.Dawson
- Chaetomorpha fibrosa (Kützing) Kützing
- Chaetomorpha firma Levring
- Chaetomorpha geniculata Montagne
- Chaetomorpha gracilis Kützing
- Chaetomorpha henningsii P.G.Richter
- Chaetomorpha herbipolensis Lagerheim
- Chaetomorpha implexa Feldmann (Statut incertain)
- Chaetomorpha implicata Kützing
- Chaetomorpha indica (Kützing) Kützing
- Chaetomorpha inflata Kützing
- Chaetomorpha intestinalis Kützing
- Chaetomorpha javanica Kützing
- Chaetomorpha kellersii M.A.Howe
- Chaetomorpha kerguelensis Levring
- Chaetomorpha liaodongensis L.Luan & R.Ding
- Chaetomorpha ligustica (Kützing) Kützing
- Chaetomorpha linoides Kützing
- Chaetomorpha linum (O.F.Müller) Kützing
- Chaetomorpha litorea Harvey
- Chaetomorpha longiarticulata Harvey
- Chaetomorpha macrotona Suringar
- Chaetomorpha mawsonii A.H.S.Lucas
- Chaetomorpha mediterranea (Kützing) Kützing
- Chaetomorpha melagonium (F.Weber & Mohr) Kützing (espèce type)
- Chaetomorpha microscopica Meyer (Sans vérification)
- Chaetomorpha minima F.S.Collins & Hervey
- Chaetomorpha moniligera Kjellman
- Chaetomorpha monilina (Zanardini) Zanardini (Sans vérification)
- Chaetomorpha natalensis (Hering) De Toni
- Chaetomorpha nodosa Kützing
- Chaetomorpha norvegica Leliaert & Rueness
- Chaetomorpha obscura Kjellman
- Chaetomorpha ochlophobians Kraft
- Chaetomorpha olneyi Harvey
- Chaetomorpha pachynema (Montagne) Kützing
- Chaetomorpha pacifica Kützing
- Chaetomorpha pallida V.J.Chapman
- Chaetomorpha pallida Zanardini ex Fraunfeld
- Chaetomorpha philippinensis Leliaert
- Chaetomorpha picquotiana Montagne ex Kützing
- Chaetomorpha recurva Scagel
- Chaetomorpha restricta (Suhr) Kützing
- Chaetomorpha robusta (Areschoug) Papenfuss
- Chaetomorpha saccata (Kützing) Kützing
- Chaetomorpha septentrionalis Foslie
- Chaetomorpha solitaria Kraft & A.J.K.Millar
- Chaetomorpha solitaria Scabichevsky
- Chaetomorpha spiralis Okamura
- Chaetomorpha stricta Schiffner
- Chaetomorpha stuhlmannii Hieronymus
- Chaetomorpha tenuissima P.L.Crouan & H.M.Crouan
- Chaetomorpha tortuosa (Dillwyn) Kleen
- Chaetomorpha valida (J.D.Hooker & Harvey) Kützing
- Chaetomorpha vieillardii (Kützing) M.J.Wynne
- Chaetomorpha zernovii Woronichin

Selon ITIS (5 juin 2013) :
- Chaetomorpha aerea (Dill.) Kuetz
- Chaetomorpha antennina (Bory) Kuetz.
- Chaetomorpha brachygona Harvey
- Chaetomorpha californica Coll.
- Chaetomorpha cannabina
- Chaetomorpha crassa
- Chaetomorpha gracilis
- Chaetomorpha linum (Muller) Kuetz.
- Chaetomorpha melagonium (Weber & Mohr) Kuetzing
- Chaetomorpha natalensis Hering
- Chaetomorpha spiralis Okam.

## Les Chaetomorpha et l'homme
Certaines espèces de Chaetomorpha sont consommées en Asie (Chine, Philippines) sous le nom de "spaghettis de mer". 